# Lo specchio dell'anima
Lo specchio dell'anima è il sesto album del cantante napoletano Raffaello, pubblicato nel 2011.

## Tracce
1. Restiamo qui
2. Io tengo a te
3. Scivola quel jeans - (nuova versione)
4. Dolce Mary
5. Non voglio perderti
6. Pronto chi sei
7. E guagliune carcerate
8. Ancora due minuti - (con Maria Di Bernardo)
9. Prendila così
10. N'ato cielo